# New Age (bangladeschische Zeitung)
New Age (bengalisch নিউ এজ, „Neues Zeitalter“) ist eine englischsprachige Tageszeitung in Bangladesch. Sie wurde am 7. Juni 2003 in Dhaka gegründet. Eigentümer ist die Media new age Ltd. Nach eigener Aussage verfolgt sie einen investigativen Journalismus und eine „unverblümte“ (outspoken) „Anti-Establishment“-Berichterstattung.